# خطوط برنزه‌نشده

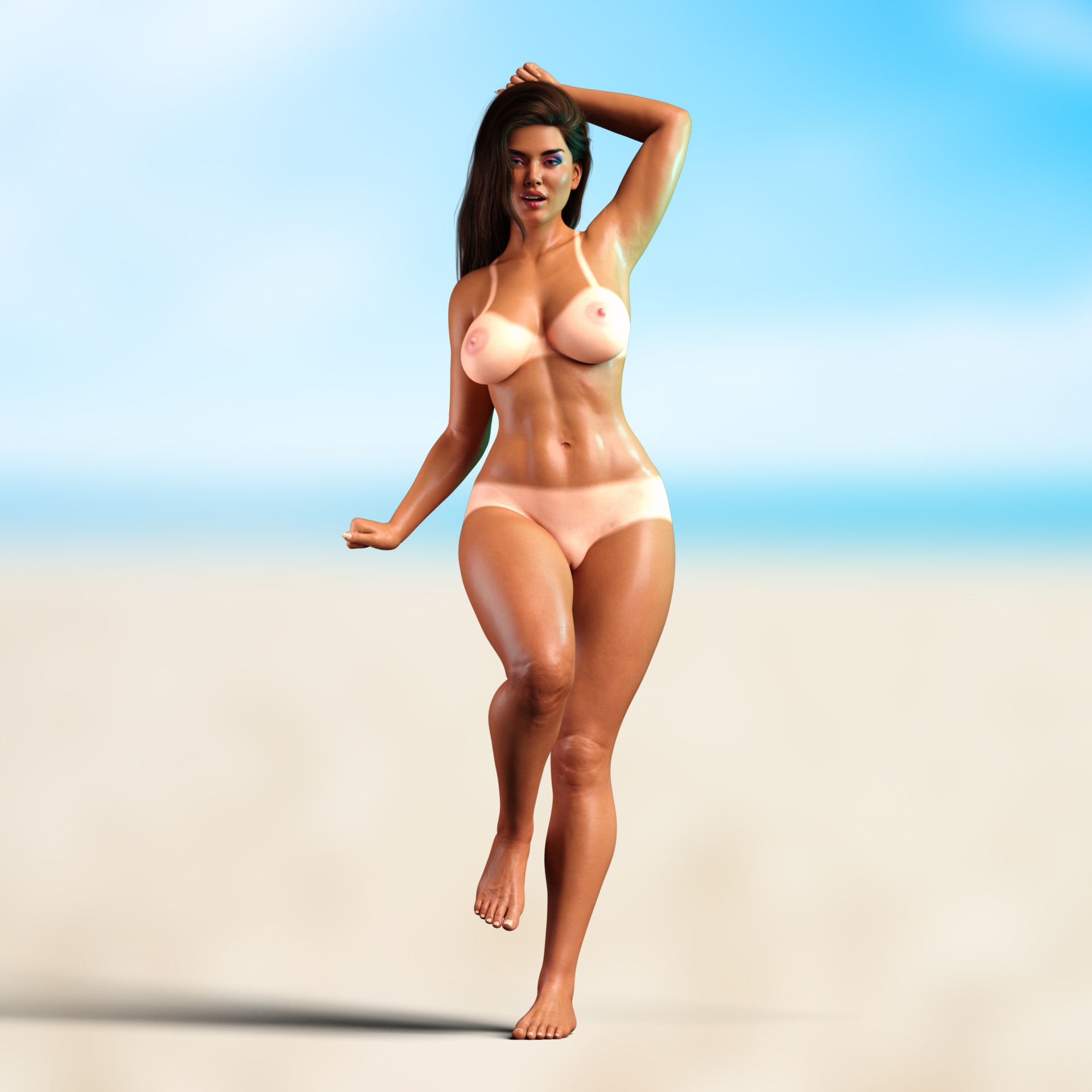
خطوط برنزه نشده، ایجاد شده توسط بیکینی - از روبرو

خطوط برنزه‌نشده قسمت‌هایی از پوست بدن هستند که نسبت به بقیهٔ قسمت‌ها که به اشعهٔ فرابنفش اکسپوز (عریان) بوده و تحت تأثیر حمام آفتاب قرار گرفته‌اند رنگ روشن‌تری دارند و جلب توجه می‌کنند. خطوط برنزه معمولاً به صورت ناخواسته پدید می‌آیند. بسیاری این خطوط را از لحاظ زیبایی‌شناختی نمی‌پسندند و تلاش می‌کنند از پدید آمدن خطوط برنزه‌نشده‌ای که در لباس‌های روزمره قابل دیده‌شدن هستند جلوگیری کنند.

## خطوط برنزه‌نشده مرتبط با پیشه‌ها

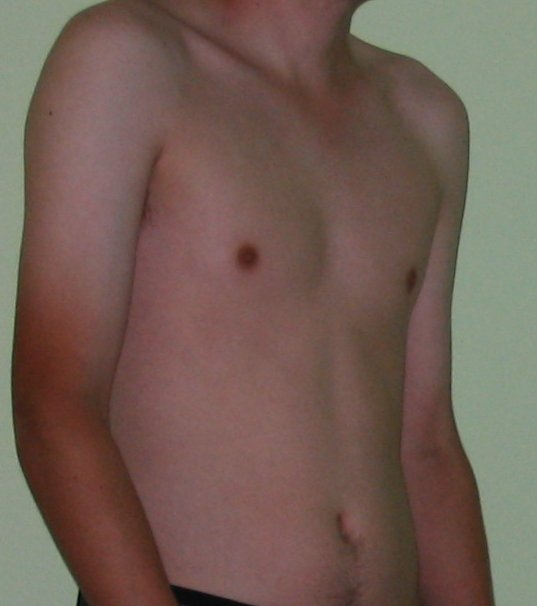
برنزهٔ کشاورزان
این خطوط برنزه‌نشده روی بدن افرادی که فعالیت زیاد در فضای آزاد دازند ایجاد می‌شود و ساق دستان (در صورت پوشیدن پیراهن آستین‌کوتاه)، گردن (در صورت پوشیدن پیراهن یقه‌دار)، مچ دست و پا (در صورت پوشیدن ساعت مچی یا جوراب)، و پیشانی (در صورت پوشیدن کلاه) را در بر می‌گیرد.
برنزهٔ رانندگان
الگوی برنزه‌ای است که یک ساق یک دست در آن به‌شدت بیشتر از ساق دست دیگر برنزه می‌شود که به علت رانندگی طولانی‌مدت با شیشهٔ باز و زیر آفتاب اتفاق می‌افتد.
برنزهٔ صندل
در صورت پوشیدن صندل روی پا و در اثر بندهای آن شکل می‌گیرد و در نجات‌غریق‌ها شایع است.

## خطوط برنزه‌نشده مرتبط با سرگرمی‌ها
برنزهٔ بیکینی
این خطوط در اثر پوشیدن بیکینی زیر آفتاب ایجاد می‌شوند.
برنزهٔ دوچرخه‌سواران
برنزهٔ عینک
الگویی شبیه چشمان راکون روی صورت ایجاد می‌کنند و در اثر پوشیدن طولانی مدت عینک آفتابی یا عینک ایمنی زیر آفتاب پدید می‌آیند.
برنزهٔ گلف‌بازها یا تنیس‌بازها
این برنزه شبیه برنزهٔ کشاورزان است.
برنزهٔ فوتبالیست‌ها
در این الگو فاصلهٔ بین شورت و جوراب ورزشی روی ران ورزشکاران برنزه می‌شود.
برنزهٔ بازیکنان فوتبال آمریکایی

## خطوط برنزه‌نشدهٔ عمدی

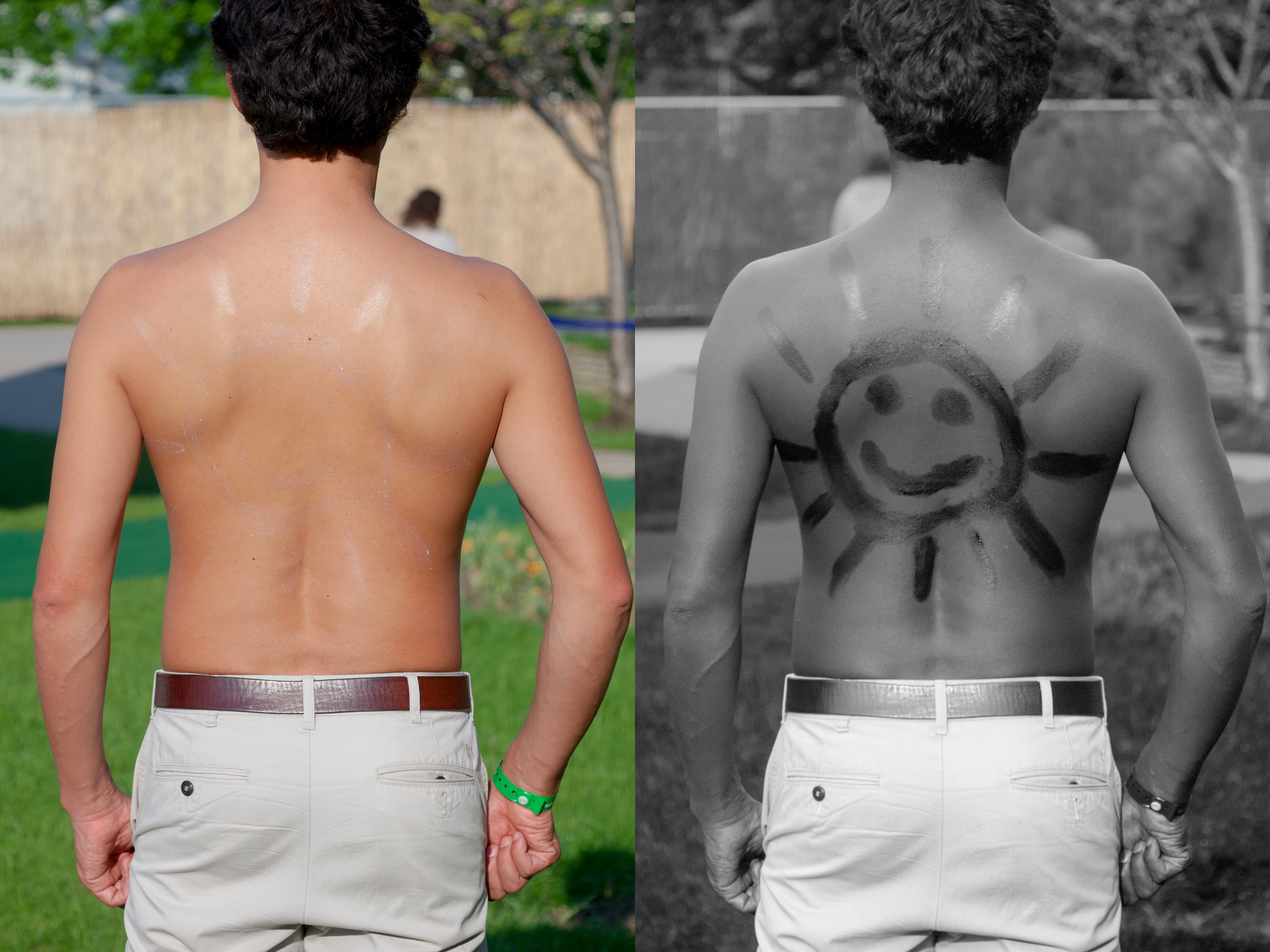
خطوط برنزه‌نشدهٔ عمدی

با استفاده از کرم‌های ضدآفتاب می‌توان نقش‌ها، الگوها، یا کلماتی به صورت خطوط برنزه‌نشده روی پوست بدن طراحی کرد. گاهی به این فرایند «تتوی برنزگی» گفته می‌شود.

## جلوگیری از ایجاد خطوط برنزه‌نشده
از آنجا که خطوط برنزه‌نشده در اثر لباس ایجا می‌شوند، برای به حداقل‌رساندن این خطوط نیاز است تا پوشیدگی در حین فرایند برنزگی به حداقل برسد.